# Мескупас, Шмуелис-Ицикас Маушевич
Шмуэлис-Ицикас Маушевич Мескупас (Ицик Мескуп, партийный псевдоним — Адомас; лит. Šmuelis-Icikas Maušo Meskupas; декабрь 1907, Вилькомир Ковенской губернии Российской империи (ныне Укмергский район Литвы) — 13 марта 1942, дер. Смайляй, Литва) — советский литовский партийный деятель, один из организаторов партизанского движения на оккупированных территориях Литовской ССР, второй секретарь КП(б) Литвы (1940—1942).

## Биография
Сын еврейского ремесленника. В 1924 году, будучи гимназистом, вступил в Коммунистический союз молодежи (КСМ) Литвы, с 1925 по 1926 год — секретарь Укмергского подрайонного комитета комсомола Литвы. В 1927 году — секретарь Каунасского райкома КСМ Литвы.
В том году был арестован и заключён в тюрьму в Тильзите. С 1929 года, находясь в тюрьме, вступил в члены компартии Литвы.
В 1931—1933 годах был заброшен в Германию, где занимался организацией издания и транспортировки партийной литературы в Литву. С 1931 года — член ЦК Коммунистического союза молодежи (КСМ) Литвы. В 1933 году арестован властями Третьего рейха и выслан в Литву.
С 1934 года — секретарь ЦК КСМ Литвы; с 1935 до конца жизни — член ЦК компартии Литвы-КП(б) Литвы, с 1938 года — член Политбюро и Секретариата ЦК компартии Литвы. В 1935 году был делегатом 7-го конгресса Коминтерна и 6-го конгресса КИМ.
После прихода к власти в Литве коммунистов с июня 1940 года — депутат Народного сейма. Входил в состав делегации, которая 30 июля 1940 года отправилась в Москву с просьбой о принятии Литвы в состав СССР. Позже — депутат Верховного Совета Литовской ССР[уточнить] и Верховного Совета СССР 1-го созыва.
15 августа 1940 года был избран вторым секретарём ЦК КП(б) Литвы.
В марте 1942 года был переброшен на самолёте на территорию Литвы в составе организационно—оперативной группы ЦК КП (б) Литвы для организации центра подпольной партийной работы и партизанского движения против немецких оккупантов на оккупированных территориях. Вскоре группа во главе с И.М.Мескупасом была окружена отрядом литовской полиции и в ходе боя уничтожена.
В 1954 году прах политического деятеля был перезахоронен на Антакальнисское кладбище Вильнюса.

## Награды и звания
Награждён орденом Отечественной войны 1-й степени (посмертно).